# Iphierga
Iphierga is een geslacht van vlinders van de familie van de zakjesdragers (Psychidae).

## Soorten
- I. crypsilopha Lower, 1903
- I. chrysopa Turner, 1917
- I. chrysophaes Turner, 1917
- I. dispersa Meyrick, 1917
- I. euphragma Meyrick, 1893
- I. lysiphracta Meyrick, 1917
- I. macarista Turner, 1917
- I. magnifica (Meyrick, 1893)
- I. melichrysa Lower, 1902
- I. pentulias Meyrick, 1893
- I. polyzona Lower, 1903
- I. pycnozona Lower, 1902
- I. stasiodes Meyrick, 1893